# قصر مقرين
قصر مقرين هو قصر تونسي يقع في مقرين في ضواحي تونس العاصمة. يستعمل اليوم كمدرسة ابتدائية.